# Red herring
Red herring of rode haring is een techniek om iemand te misleiden door die persoon af te leiden van het eigenlijke onderwerp. In film en literatuur wordt het soms als narratieve techniek aangewend, waarmee de lezer of kijker op een dwaalspoor wordt gezet en in de retorica is het een vorm van rookgordijn of drogreden waarmee getracht wordt een discussie te winnen door het echte onderwerp uit de weg te gaan.
De uitdrukking zou volgens het Merriam-Webster-woordenboek afkomstig zijn van de praktijk om jachthonden op een dwaalspoor te brengen door gerookte haringen op hun pad te gooien.

## Voorbeelden